# Mega Top 30
De Mega Top 30 (eerder Top 50, Mega Top 50 en Mega Top 100) was een hitparade van de Nederlandse Publieke Omroep, die van 7 februari 1993 tot en met 2 september 2022 werd uitgezonden op de Nederlandse publieke radiozender NPO 3FM. De publieke hitlijst werd vanaf de start op zondagmiddag uitgezonden en in het najaar van 1993 korte tijd op vrijdagmiddag, maar vanaf januari 1994 was de hitlijst jarenlang op de zaterdagmiddag te beluisteren. Op 14 januari 2022 verhuisde de lijst naar de vrijdagmiddag.
De nummer 1-hit in de op vrijdag 2 september 2022 allerlaatste uitgezonden Mega Top 30 was Multicolor van de Nederlandse indierockband Son Mieux.
De hitlijst werd vanaf de nieuwe programmering per zaterdag 17 september 2022 opgevolgd door De Verlanglijst, gepresenteerd door dj Yoeri Leeflang.

## Geschiedenis
De Mega Top 30 kent zijn oorsprong in de Hilversum 3 Top 30 met Joost den Draaijer, die voor het eerst op vrijdagmiddag 23 mei 1969 werd uitgezonden op Hilversum 3, de voorloper van NPO 3FM. Op vrijdag 2 april 1971 werd de Hilversum 3 Top 30 door dj Felix Meurders omgedoopt in de Daverende Dertig (ook wel Daverende 30). De officiële naam van de publieke hitlijst bleef echter Hilversum 3 Top 30. De namen Top 30 en Nationale Top 30 werden overigens ook gebruikt op de radio en in publicaties als Pop-Telescoop en kranten. Op zaterdag 29 juni 1974 veranderde de naam in Nationale Hitparade. Deze naam bleef behouden tot donderdag 14 december 1989, toen de naam wijzigde in Nationale Top 100.
De Mega Top 50 startte in februari 1993 als voortzetting van de Nationale Top 100. Veronica wilde in februari 1993 de hitlijst al gaan uitzenden op Radio 3, maar was gebonden aan een contract met de Stichting Nederlandse Top 40 waarin stond dat zij de Nederlandse Top 40 op Radio 3 moesten blijven uitzenden tot en met zaterdag 18 december 1993. Vanaf zondag 7 februari 1993 tot en met september 1993 zond de TROS de hitlijst onder de nieuwe naam uit op de destijds TROS-zondag op Radio 3 tussen 15:00 en 19:00 uur met Martijn Krabbé (15:00 - 17:00 uur) en Daniel Dekker (17:00 - 19:00 uur). De hitlijst startte aanvankelijk onder de naam Top 50, maar werd per zondag 7 maart 1993 omgedoopt in Mega Top 50.
Als gevolg van een conflict met Veronica en destijds Stichting Mega Top 50 over de uitzendrechten, stopte de TROS eind september 1993 met de uitzending op de zondagmiddag en werd de hitlijst vanaf begin oktober t/m half november 1993 op de vrijdagmiddag uitgezonden tussen 14:00 en 18:00 uur, als onderdeel van de programma's van Carola Hamer van de VARA en The Magic Friends van de NCRV.
Vervolgens zond de TROS de lijst vanaf 7 november 1993 t/m eind december dat jaar toch weer uit op de zondagmiddag tussen 15:00 en 19:00 uur. Vanaf zaterdag 1 januari 1994 nam Gijs Staverman namens Veronica en in samenwerking met de TROS en Daniël Dekker als eindredacteur, de presentatie van de publieke hitlijst op zich, nu op de zaterdagmiddag tussen 14:00 en 17:00 uur op vanaf dan Radio 3FM. Gijs Staverman presenteerde de hitlijst niet alleen op Radio 3FM, maar vanaf januari 1994 ook op televisie (Nederland 2).
Nadat Veronica op vrijdag 1 september 1995 het publieke omroepbestel verliet en commercieel ging, kwam de hitlijst vanaf zaterdag 2 september 1995 weer bij de TROS terecht, nu tussen 15:00 en 18:00 uur. Daniël Dekker presenteerde de hitparade vanaf deze nieuwe uitzenddag van de TROS (De Zinderende Zaterdag) nog een korte tijd met Thorvald de Geus, daarna met Hanno Dik, daarna met Edwin Diergaarde. Ook hebben Patrick Kicken (4 juli 1998 t/m 10 oktober 1998), Jurre Bosman en Peter Plaisier als invaller de hitlijst gepresenteerd op De Zinderende Zaterdag op Radio 3FM.
De laatste Mega Top 50 van de jaren '90 werd op zaterdag 21 december 1996 uitgezonden, met Hanno Dik en Daniel Dekker als dj's. Op zaterdag 28 december 1996 werd door de TROS het Top 100 Jaaroverzicht 1996 op Radio 3FM uitgezonden.
Vanaf zaterdag 4 januari 1997 werd de Mega Top 50 uitgebreid naar de Mega Top 100. Vanaf zaterdag 4 januari 2003 werd de lijst voor Radio 3FM weer ingekort tot de Mega Top 50. Deze lijst bevatte tot 1 mei 2004 dezelfde noteringen als de bovenste 50 van de oorspronkelijke Mega Top 100. De Mega Top 50 werd uitgezonden op vanaf dan 3FM, terwijl de volledige lijst van 100 noteringen (die werd omgedoopt tot de B2B Single Top 100) beschikbaar werd gesteld aan de platenindustrie en de platendetailhandel.
Op 1 mei 2004 kwam er een scheiding tussen beide hitlijsten. Vanaf die datum werden er airplaygegevens van verschillende radiostations toegevoegd aan de Mega Top 50 die zijn naam behield en nog steeds werd uitgezonden op 3FM. De B2B Top 100, zonder airplaygegevens, is vanaf dat moment doorgegaan als de Single Top 100. De Mega Top 50 en de B2B Single Top 100 delen dus tot 1 mei 2004 dezelfde hitgeschiedenis.
Vanaf zaterdag 7 september 2019 werd de Mega Top 50 gewijzigd in de Mega Top 30.
Per maandag 10 januari 2022 werd op NPO 3FM een nieuwe programmering ingevoerd. Hierdoor verhuisde de Mega Top 30 per 14 januari dat jaar van de zaterdag naar de vrijdagmiddag tussen 16:00 en 18:00 uur. Op vrijdag 2 september 2022 werd de publieke hitlijst voor het laatst uitgezonden en maakte NPO 3FM bekend dat de publieke hitlijst stopte.

### Gebruikte namen[4]
| Van              | Tot en met        | Naam van hitlijst             | Omroep                      |
| ---------------- | ----------------- | ----------------------------- | --------------------------- |
| 30 november 1963 | 29 januari 1966   | Tijd voor Teenagers Top 10    | VARA                        |
| 5 februari 1966  | 17 mei 1969       | Parool Top 20                 | VARA                        |
| 23 mei 1969      | 26 maart 1971     | Hilversum 3 Top 30            | VPRO / NOS                  |
| 2 april 1971     | 20 juni 1974      | Daverende Dertig              | NOS                         |
| 29 juni 1974     | 3 juni 1978       | Nationale Hitparade (Top 30)  | NOS                         |
| 10 juni 1978     | 21 februari 1987  | Nationale Hitparade (Top 50)  | NOS / TROS                  |
| 28 februari 1987 | 9 december 1989   | Nationale Hitparade (Top 100) | TROS                        |
| 16 december 1989 | 31 januari 1993   | Nationale Top 100             | TROS                        |
| 7 februari 1993  | 28 februari 1993  | Top 50                        | TROS                        |
| 7 maart 1993     | 26 september 1993 | Mega Top 50                   | TROS                        |
| 1 oktober 1993   | 5 november 1993   | Mega Top 50                   | VARA / NCRV                 |
| 7 november 1993  | 26 december 1993  | Mega Top 50                   | TROS                        |
| 1 januari 1994   | 26 augustus 1995  | Mega Top 50                   | Veronica i.s.m. met de TROS |
| 2 september 1995 | 21 december 1996  | Mega Top 50                   | TROS                        |
| 4 januari 1997   | 21 december 2002  | Mega Top 100                  | TROS                        |
| 4 januari 2003   | 24 april 2004     | Mega Top 50 / B2B Top 100     | TROS                        |
| 1 mei 2004       | 31 augustus 2019  | Mega Top 50                   | TROS / AVROTROS             |
| 7 september 2019 | 2 september 2022  | Mega Top 30                   | AVROTROS                    |

## Uitzending en presentatie
In het verleden waren Daniël Dekker, Martijn Krabbé, Gijs Staverman en Corné Klijn de presentatoren van de hitparade. De publieke hitlijst werd sinds 14 januari 2022 op vrijdagmiddag uitgezonden door AVROTROS op NPO 3FM en werd tot en met november 2014 gepresenteerd door Bart Arens. Als Arens afwezig was, was Paul Rabbering zijn vervanger. Van januari 2015 tot eind december 2016 werd de Mega Top 50 gepresenteerd door Barend van Deelen. Rob Janssen presenteerde de hitparade van februari tot eind augustus 2017. Jorien Renkema volgde hem op. Vanaf zaterdag 25 augustus 2018 was Olivier Bakker de presentator van de NPO 3FM-hitlijst, die per zaterdag 7 september 2019 werd ingekort en omgedoopt in "3FM Mega Top 30".

## Samenstelling
Tussen 1 mei 2004 en 30 juni 2010 werd de Mega Top 50 samengesteld door GfK Dutch Charts op basis van airplaygegevens op radio en televisie (3FM, Top of The Pops bij BNN op Nederland 2 en MTV), de verkoopcijfers van fysieke singles en albums en vanaf 7 mei 2005 ook legale downloads. Vanaf 1 juli 2010 was de samenstelling van de Mega Top 50 in handen van SoundAware. Naast airplay (gemeten op NPO Radio 1, NPO Radio 2, NPO 3FM, NPO Radio 5, NPO FunX, Radio 538, Radio 10, Radio Veronica, Qmusic, Sky Radio, 100% NL, Kink FM en Slam FM) en de verkoop van singles maakten vanaf 1 september 2012 ook opgevraagde muziekstreams van Spotify onderdeel uit van de samenstelling.
De Mega Top 50 was daarmee de eerste Nederlandse hitlijst die het gebruik van muziekstreams ging meetellen. Vanaf 1 mei 2004 werden er airplaygegevens toegevoegd aan de Mega Top 50. Sinds juni 2016 worden ook de streamingsdata van YouTube meegeteld bij de samenstelling. Streaming, downloads en airplay worden ieder voor een derde meegeteld. Vanaf zaterdag 7 september 2019, de dag waarop de Mega Top 50 werd gewijzigd in de Mega Top 30, werd de top 3 tijdens de tijdens de uitzending door de luisteraars bepaald. Downloads worden in de vernieuwde lijst niet meer meegeteld en airplay van NPO 3FM weegt zwaarder mee dan andere radiostations om de lijst meer te laten aansluiten bij de zender.

## Trivia
- De jaarlijst van de publieke hitparade werd vanaf 1970 uitgezonden op Hilversum 3/Radio 3/NPO 3FM, met uitzondering van 1992 en 1993. Van 1970 t/m 1977, 2005 t/m 2012 en 2015 t/m 2022 werd de Top 100 van het jaar samengesteld op basis van het behaalde aantal punten in het kalenderjaar. Van 1978 t/m 2005 en in 2013 en 2014 werd de lijst samengesteld op basis van verkoop.
- Op 9 juli 2005 komt een live-opname van het Beatles-nummer Sgt. Pepper's Lonely Hearts Club Band van Paul McCartney en U2 binnen op nummer 47. Het is hiermee de eerste hit die alleen als download verkrijgbaar is en niet te koop is als fysieke single. Het nummer bereikte de 21e positie en hield het uiteindelijk 5 weken vol.
- Op 19 januari 2008 is de single Valerie van Mark Ronson & Amy Winehouse de eerste plaat die op nummer 1 komt op basis van downloads. Het nummer was op dat moment nog niet fysiek te koop.
- Op zaterdag 4 juli 2009 kwamen vijftien singles van Michael Jackson binnen. Het was nog nooit eerder voorgekomen dat zoveel singles van één artiest tegelijkertijd in de lijst stonden. De hoogste nieuwe binnenkomer was Billie Jean op nummer 2. Een week later, op 11 juli 2009, steeg Billie Jean zelfs naar nummer 1. In 1983, het jaar dat Billie Jean oorspronkelijk werd uitgebracht, kwam de single niet verder dan de 4e positie in de voorganger van de Mega Top 50, de Nationale Hitparade, en de nummer 2-positie in de TROS Top 50.
- De Mega Top 50 werd tussen 1 januari 1994 en 31 augustus 1995 ook door Veronica op televisie (Nederland 2) uitgezonden en gepresenteerd door dj Gijs Staverman. Het programma stopte doordat Veronica per 1 september 1995 uit het publieke omroepbestel stapte en het commerciële avontuur koos.

## Boeken
| Jaar | Titel                                      | Auteur(s)                          | Inhoud                                                                     | ISBN          |
| ---- | ------------------------------------------ | ---------------------------------- | -------------------------------------------------------------------------- | ------------- |
| 2004 | Mega Charts Jubileumeditie                 | Ed Hoogeveen                       | Jubileumboek als overzicht van de eerste tien jaar Mega Charts             | 9789021540207 |
| 2013 | Mega Top 50 presenteert: 50 Jaar Hitparade | Bart Arens, Edgar Kruize, Ed Adams | De volledige Nederlandse hitparadegeschiedenis, plus uitgebreid hitarchief | 9789000331000 |

## Cd's
Vanaf de start in 1993 zijn er jaarlijks verzamel-dubbel-cd's uitgebracht met Het Beste Uit de Mega Top 50 / Mega Top 100 van het jaar. De cd's zijn jaarlijks uitgebracht van 1993 t/m 2006, met uitzondering van 2002, onder de labels van EVA (Emi, Virgin, Ariola), Arcade, Magnum en Universal.